# Instituto de Relações Internacionais da Universidade de São Paulo
O Instituto de Relações Internacionais da Universidade de São Paulo (IRI-USP) é a instituição responsável pela pesquisa e ensino a nível de graduação e pós-graduação de relações internacionais da Universidade de São Paulo, com sede no campus da Cidade Universitária Armando de Salles Oliveira.O objetivo da instituição é promover a abordagem interdisciplinar das questões internacionais de diversos pontos de vista, reunindo competências nas áreas do Direito, da Ciência Política, da Economia e da História, além do uso de outras ciências, como a Sociologia e Estatística.
O curso é um dos mais pioneiros em diversos âmbitos sociais da USP, sendo um dos primeiros a implementar 50% de cotas para todos ingressante e o primeiro a expulsar um aluno por fraude de cotas.
De acordo com o Ranking Universitário da Folha de S.Paulo, o Instituto possui o título de melhor curso de Relações Internacionais do país, ficando em primeiro lugar na categoria desde que o curso passou a ser avaliado pelo ranking nos anos de 2014, 2015, 2016, 2017, 2018 e 2019. O curso também ocupa a categoria de melhor do Brasil de acordo com o Guia da Faculdade, promovido pelo jornal O Estado de São Paulo. por fim, de acordo com o renomado ranking internacional QS World University Rankings, o curso também encontra-se entre os 50 melhores do mundo em Politics and International Studies.

## História
Apesar do curso ter sua fundação datada em 2001, o prédio do instituto teve parte de suas obras concluídas no fim de 2012. No início de 2013, apenas os alunos do 1˚ ano cursavam aulas lá, ao passo que os graduandos de outros períodos estavam sediados na Faculdade de Economia Administração, Contabilidade e Atuária. Em 2014, a construção foi concluída e atualmente todas as disciplinas do ciclo básico do curso (bem como as disciplinas optativas oferecidas pelo IRI) são oferecidas na sede do instituto.
Em 2017, as eleições para a diretoria do IRI foram marcadas por conflitos internos. Devido à limitação no número de professores titulares elegíveis, a disputa se intensificou quando os dois únicos titulares, Amâncio de Oliveira e Janina Onuki, se inscreveram em chapas opostas. Isso impediu a formação de uma chapa alternativa com professores associados. Após uma greve estudantil, a congregação do instituto impugnou as chapas dos titulares e iniciou um novo processo eleitoral. Contudo, a disputa foi judicialmente contestada, com a Justiça determinando que as eleições ocorressem apenas com chapas de titulares. No final, as eleições se restringiram à disputa entre as chapas dos professores Amâncio de Oliveira / Rafael Villa, e Janina Onuki / Moacyr Martucci, que inicialmente havia desistido. Em 2020, o Centro Acadêmico Guimarães Rosa instaurou uma Comissão de Memória e Verdade com a finalidade de retomar, sistematizar e tornar público documentos e gravações envolvendo o episódio.

## Lista de diretores
1. Prof. Dr. Walter Colli (2006 - 2009);[11]
2. Prof. Dra. Maria Hermínia Tavares de Almeida (2010 - 2013);[12]
3. Prof. Dr. Pedro Bohomoletz de Abreu Dallari (2014 - 2018);[13]
4. Prof. Dra. Janina Onuki (2019 - 2021)
5. Prof. Dr. Pedro Bohomoletz de Abreu Dallari (2022 - 2025)

## Estrutura administrativa
Por se tratar de uma entidade pública, o Instituto de Relações Internacionais encontra-se sobre a tutela da Lei de Diretrizes e Bases da Educação Nacional (LDB). Por isso, assim como se estabelece o art. 56 da lei, o IRI é organizado por órgãos colegiados deliberativos que são eleitos pela própria comunidade de professores, alunos e funcionários.

### Órgãos Colegiados Estatutários
Congregação: A Congregação é o colegiado máximo do Instituto, responsável por tomar decisões definitivas acerca de assuntos de maior complexidade que afetam todo o IRI, bem como avaliar decisões delicadas tomadas pelos outros colegiados. As reuniões acontecem uma vez por mês e contam com a presença de representantes da graduação, pós-graduação, ex-alunos, professores associados, professores titulares e diretoria. Após uma greve realizada pelos alunos, as reuniões da Congregação passaram a serem abertas para todos os membros da comunidade e transmitidas online. No entanto, apenas membros titulares de cada setor tem direito a se manifestar e votar nos assuntos discutidos
Conselho Técnico-Administrativo: O Conselho Técnico-Administrativo (CTA) tem como principal função a aprovação do orçamento da unidade. Para além disso, estão sujeitas à sua deliberação as questões financeiras e administrativas do Instituto, tais como a manutenção e reforma dos espaços, liberações de verba, contratações, criações de cargos de serviço etc. Nele, a presidência e a vice-presidência correspondem, respectivamente, à Diretora e ao Vice-diretor do Instituto. Têm direito a cadeira no Conselho um representante da graduação, um da pós-graduação, um dos funcionários e todos os docentes que presidem as demais comissões do IRI. Todos os membros têm direito a um suplente.
Comissão de Graduação: A Comissão de Graduação (CG) do IRI lida diretamente com questões intrinsecamente ligadas aos nossos alunos de graduação, como trancamento fora do prazo, solicitação de aproveitamento de estudos, decisão de grade horária, questões referentes a estágio. as reuniões acontecem uma vez ao mês e nelas estão presentes conselheiros dos três setores: alunos, funcionários e professores.
Comissão de Pós-Graduação: Assim como a Comissão de Graduação, a Comissão de Pós Graduação (CPG) lida com os assuntos relativos aos estudantes de pós-graduação.
Comissão de Pesquisa: A Comissão de Pesquisa (CP) é o órgão responsável por administrar os assuntos relacionados a pesquisas de Iniciação Científica, Mestrado, Doutorado e Pós-Doutorado. Nessa comissão os alunos de graduação não possuem representante.
Comissão de Cultura e Extensão: A Comissão de Cultura e Extensão (CCEx) procura disponibilizar para a sociedade o conhecimento gerado com as atividades do Instituto. Para isso, ela avalia as atividades e propostas enviadas para ela que se encaixem como extensionistas e/ou culturais, selecionado-as e priorizando-as, inclusive observando a viabilidade financeira. As reuniões acontecem mensalmente.

### Comissões Assessoras Permanentes
Com a finalidade de auxiliar os órgãos da administração do IRI/USP, foram criadas Comissões Assessoras Permanentes, subordinadas ao Diretor. Os membros dessas comissões não possuem direito de voto em votações substantivas, como eleição de dirigente das entidades.
Comissão de Cooperação Nacional e Internacional: A Comissão de Cooperação Nacional e Internacional (CCNInt) cuida, principalmente, de nossos intercâmbios. É ela a comissão responsável por assessorar os estudantes que querem estudar no exterior; por isso, é essa comissão que cuida dos editais , convênios com instituições parceiras, vagas de intercâmbio etc. Também é essa comissão que manterá o contato com os alunos que estão fora do país e com aqueles que vieram para cá, caso eles precisam de algum auxílio.
Comissão de Biblioteca: A Comissão de Biblioteca trata dos assuntos que envolvem a Biblioteca, tais como o planejamento estratégico dela (delimitação de prioridade e foco que se deve adotar. Ex: expansão do acervo, oferta de treinamento) e também toma decisões relativas ao seu funcionamento (novas regulamentações, descarte de materiais, verba para novas estantes). As reuniões costumam acontecer semestralmente, reunindo representantes dos três setores.

### Estrutura Administrativa Anterior
O Instituto de Relações Internacionais era dirigido por um Conselho Deliberativo presidido pelo Diretor do Instituto e integrado também pelo Vice–Diretor, um Professor Titular da Faculdade de Direito (FD), um Professor Titular da Faculdade de Economia, Administração e Contabilidade (FEA) e um Professor Titular da Faculdade da Filosofia, Letras e Ciências Humanas (FFLCH), o Presidente da Comissão de Graduação (CG), o Presidente da Comissão de Pós-Graduação e Pesquisa (CPGPq), um representante discente do curso de relações internacionais, um Professor Titular da USP indicado pelo Reitor e um especialista na área de relações internacionais da USP ou a ela estranho, portador ou não de títulos universitários, do país ou do exterior, a critério do próprio Conselho Deliberativo.

## Atividades

### Bacharelado em Relações Internacionais
O Bacharelado em Relações Internacionais da Universidade de São Paulo, criado em 2001 e com primeiro ingresso de estudantes em 2002, é um curso multidisciplinar, que congrega o Instituto de Relações Internacionais e departamentos das Faculdades de Direito, Economia, Administração e Contabilidade e Filosofia, Letras e Ciências Humanas da USP. A graduação tem por objetivo formar especialistas em relações internacionais, em suas diversas modalidades, seja elas a atuação na área pública, como a diplomacia estatal, nas ONGs de diversos assuntos, em empresas (nas áreas de comércio internacional, negociação internacional, internacionalização de empresas), dentre os outros diversos ramos que a vasta área das RI pode proporcionar ao graduado. A atual presidente da Comissão de Graduação do IRI e, desta forma, coordenadora do Bacharelado em Relações Internacionais, é a economista Maria Antonieta del Tedesco Lins.
O estudo das relações internacionais é por natureza multi e interdisciplinar. Ele requer o conhecimento das normas jurídicas, das estruturas de poder, das pautas de conflito e cooperação (entre atores políticos e econômicos internacionais) e dos fluxos de comércio e de investimentos, contemporaneamente e em perspectiva histórica. O projeto acadêmico do curso espelha-se na multidisciplinariedade oferecendo aos estudantes a formação em cinco áreas de conhecimento que têm contribuído diretamente para o entendimento dos fenômenos internacionais, quais sejam: Ciência Política, Direito, Economia, História e metodologias de pesquisa, como Sociologia e Estatística.
O curso tem compromisso com a abordagem multidisciplinar e está dividido em dois segmentos. O primeiro, com duração de dois anos, constitui o tronco básico do curso, em que são oferecidas disciplinas obrigatórias, voltadas à formação básica dos estudantes.
O segundo segmento, também com duração de dois anos, está composto por três conjuntos: um tronco comum constituído por disciplinas obrigatórias, voltadas à formação avançada; eletivas que ofereçam aos alunos a possibilidade de aprofundar a formação de acordo com seus interesses; e optativas livres, cursadas em qualquer Unidade da USP, conforme é esquematizado abaixo:
1. Tronco comum constituído por disciplinas obrigatórias, voltadas à formação avançada em relações internacionais;
2. Eletivas nas áreas de Ciência Política, Direito, Economia, História e Sociologia, oferecidas pelos departamentos envolvidos ou pelo Instituto de Relações Internacionais, de forma a oferecer aos alunos a possibilidade de aprofundar sua formação de acordo com seus interesses;
3. Optativas livres, cursadas em qualquer Unidade da USP, desde que autorizadas pela Comissão de Graduação.

Os alunos têm a oportunidade, também, de cursar dois semestres de Seminários de Relações Internacionais, estruturados em palestras seguidas de debates, para as quais são convidadas personalidades e profissionais bem sucedidos, cuja atuação possua dimensão internacional. O objetivo dos seminários é oferecer modelos de atuação profissional abertos a especialistas em relações internacionais.
O curso visa, portanto, propiciar aos graduandos conhecimentos fundamentais amplos e competências diversificadas em relações internacionais.

### Pós-Graduação em Relações Internacionais
O Programa de Pós-Graduação em Relações Internacionais da Universidade de São Paulo – com Mestrado e Doutorado –, aprovado pela CAPES em julho de 2008 - tem como objetivo ser centro de referência nacional e internacional em pesquisa e ensino, dedicado à formação de pesquisadores de alto nível, bem como de profissionais para atuar em instituições que demandem conhecimento especializado em relações internacionais, tais como instituições de ensino superior, organismos internacionais, serviço diplomático ou outras agências de governo, órgãos de pesquisa e planejamento, empresas privadas e associações de classe e organizações da sociedade civil. O atual presidente da Comissão de Pós-Graduação e Pesquisa é a cientista política Janina Onuki
O Programa de Pós-Graduação procura desenvolver, com os centros estrangeiros com destacada produção em relações internacionais, uma programação contínua de intercâmbio de professores e estudantes e convênios de duplo diploma.
O programa, de natureza multidisciplinar, está organizado em torno de duas linhas de pesquisa.
A primeira é Economia Política Internacional, que congrega investimentos acadêmicos da Economia Internacional, do Direito Internacional, da Ciência Política e da História. Esta linha inclui estudos sobre temas de interface entre processos políticos e econômicos internacionais, tais como o papel das organizações internacionais no multilateralismo contemporâneo, as relações entre regulação doméstica e acordos internacionais, economia política da integração regional, economia política das relações internacionais, atores políticos e processos internacionais e comércio internacional e finanças internacionais.
Ela bifurca-se em três sublinhas de pesquisa:
- Política Comercial e Negociações Internacionais;
- Análise de Política Externa e Política Externa Brasileira;
- Instituições e Processos Políticos Comparados na América Latina.

A segunda linha de pesquisa é Cultura e Questões Normativas nas Relações Internacionais, também de caráter eminentemente interdisciplinar. Esta linha dedica-se à pesquisa sobre temas relacionados às questões normativas da agenda internacional, tais como direitos humanos internacionais, relação entre globalização e direitos universais, intervenções humanitárias internacionais, aspectos normativos da guerra e o papel da sociedade internacional em uma nova ordem global.
Esta segunda linha é formada por duas sublinhas de pesquisa:
- Questões Culturais e a Agenda Normativa nas Relações Internacionais;
- Ordem, Democracia e Governança Global.

### Atividades de Pesquisa

#### Observatório da Democracia Mundial (ODEC)

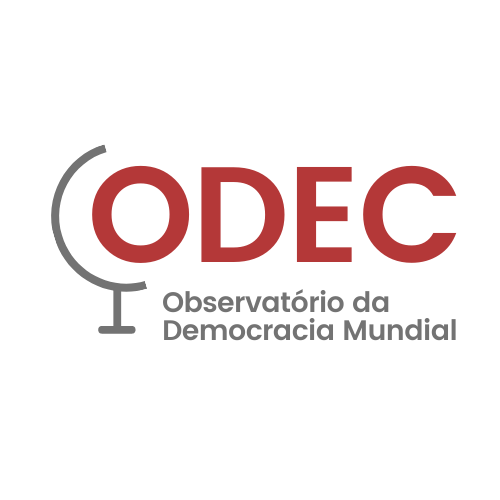
Logo da ODEC

O Observatório da Democracia Mundial é um projeto de extensão fundado aos finais de 2020, após 10 alunos da USP representarem a América Latina em uma live de 24h organizada pela University of South Wales sobre as eleições presidenciais americanas. O projeto conta com a participação de alunos da graduação e da pós-graduação.

#### Grupo de Análise da Conjuntura Internacional (GACInt)
O Grupo de Análise da Conjuntura Internacional da USP (GACInt) teve sua origem na antiga área de Relações Internacionais do Instituto de Estudos Avançados da Universidade de São Paulo, criada em 1989. A partir de 1998, vinculou-se à Comissão de Cooperação Internacional (CCint) e, em 2005, passou a fazer parte do Instituto de Relações Internacionais da USP.
Dele fazem parte especialistas do mundo acadêmico, da iniciativa privada e da diplomacia, que se reúnem quinzenalmente para analisar a conjuntura internacional de diferentes ângulos:
- Relações de poder e estratégia no contexto internacional;
- Política externa;
- Papel das organizações internacionais e dos blocos regionais;
- Fluxos de investimento;
- Comercialização e tecnologia;
- Questões militares e de defesa;
- Globalização e suas consequências sociais, econômicas e políticas.

O GACint possui as seguintes áreas temáticas:
- Ásia;
- América Latina;
- Estados Unidos da América;
- Europa;
- Países que pertenceram ao antigo bloco socialista;
- Oriente Médio;
- Comércio Internacional e Segurança internacional.

Os debates mais relevantes são reproduzidos em artigos publicados no boletim do Instituto chamado Panorama da Conjuntura Internacional.

#### Laboratório de Análise Internacional "Bertha Lutz" (LAI)
O Laboratório de Análise Internacional ‘Bertha Lutz’ da Universidade de São Paulo (LAI-USP) foi inicialmente criado por alunos do curso de Relações Internacionais da Universidade de São Paulo da T15 com o objetivo de estimular as atividades de graduação do curso de Relações Internacionais. Atuando em várias frentes, sendo definido como uma instituição de extensão universitária cujas atividades incluem pesquisa, capacitação educacional e produção de eventos acadêmicos nos campos das relações internacionais e da ciência política. Alguns dos principais projetos até o momento incluem o edital Santander de mobilidade urbana, a colaboração com o Observatório Eleitoral das Américas da Organização dos Estados Americanos (OEA), e o auxílio na organização Innovation and Science Diplomacy School (InnScid), além de vários cursos de extensão e eventos para o público.

## Intercâmbio
O Instituto dá grande importância ao intercâmbio com instituições acadêmicas no exterior, para que os estudantes selecionados possam, durante um semestre, desenvolver estudos em outro país para complementar sua formação.
No momento, o IRI possui acordos de cooperação as seguintes instituições de ensino: Fondation Nationale de Sciences Politiques (França), The Korea Foundation (Coreia), United Nations Conference on Trade and Development (Unctad), Université de Montreal (Canadá) e The Washington Center (EUA).
Dentre os convênios com instituições de ensino superior, é destacado o firmado com a Sciences Po, que permite ao aluno participante o aproveitamento dos créditos obtidos na França: a cada 15 horas cursadas será atribuído um crédito-aula como optativa eletiva. Desde o estabelecimento do convênio, em 2005, o IRI tem enviado de quatro a cinco alunos por semestre à França, de acordo com as vagas oferecidas pela Sciences Po.
O Instituto mantém, ainda, convênio com a The Washington Center for Internships and Academic Seminars, organização educativa sem fins lucrativos, que serve centenas de faculdades e universidades dos EUA e de outros países e fornece oportunidades a alunos de trabalhar e estudar, em Washington DC, com direito a créditos. Os alunos trabalham meio período por dia, num total de quatro dias por semana, de acordo com seus interesses reais, em estágios supervisionados em instituições americanas com ou sem fins lucrativos, bem como em organizações internacionais. Além disso, podem participar de cursos acadêmicos e assistir e participar de uma série de eventos no âmbito do Fórum de Liderança, incluindo discursos presidenciais, discursos do Congresso Nacional e visitas à Embaixada Americana, além de excursões, oficinas e outras atividades especiais.
Entretanto, os alunos do IRI são estimulados a explorar as possibilidades abertas também pelos convênios firmados pela própria USP, por meio da Comissão de Cooperação Internacional. Entre eles, destaca-se o Programa de Mobilidade Internacional - Países Ibéricos e Programa Universidades de Bolsas de Educação, ambos promovidos pela USP com bolsa pelo Banco Santander.

## Movimento Estudantil

### Centro Acadêmico Guimarães Rosa (Guima)
O Centro Acadêmico Guimarães Rosa (comumente chamado pela sua abreviação, "Guima") é a entidade estudantil responsável pela representação, articulação e mobilização da base dos estudantes de graduação do curso de Relações Internacionais da Universidade de São Paulo. O Guima é gerido pelos próprios estudantes de forma que anualmente é eleita uma nova chapa para assumir a diretoria da entidade. Cada nova gestão é responsável por dirigir politicamente a instituição e organizar a sua atuação durante o período seguinte. Porém, por sua natureza, um centro acadêmico (CA) é formado e construído coletivamente por todos os estudantes do curso, por meio de espaços como reuniões abertas, assembleias estudantis, eventos, debates, rodas de conversa e afins. Portanto, a ferramenta da democracia participativa — para além da meramente representativa —, muito presente na atuação de um CA, é fundamental para que a entidade seja o mais legítima, representativa e fortalecida.
Historicamente o Guima tem participado ativamente no debate sobre o curso de RI da USP e da graduação em RI em geral. Como exemplo, tem-se a promoção do 1º Simpósio de Pesquisa na Graduação em Relações Internacionais, juntamente com o NERI (Núcleo de Estudos em Relações Internacionais, orgão autônomo do Centro Acadêmico), das edições da Semana de Relações Internacionais e da formulação do Documento dos Estudantes, com críticas e sugestões sobre a estrutura curricular da graduação na USP. O Centro Acadêmico Guimarães Rosa também atua em atividades como a criação de relatório sobre o ensino e na mobilização de estudantes para eventos sociais e políticos, como no caso do ato nacional Tsunami da Educação de 15 de maio de 2019.

#### História e fundação

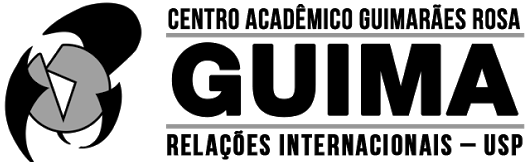
Antigo logo do Centro Acadêmico Guimarães Rosa, substituído após um concurso em 2018

O GUIMA foi criado no primeiro ano do curso, por sua primeira turma, que viu a necessidade de uma forma de organização dos alunos que coordenasse as vontades de realizar atividades e as formas participar delas. Após discussão sobre a fundação de um CA próprio ou a integração ao CAVC (Centro Acadêmico Visconde de Cairu, da FEA), decidiu-se por criar um CA próprio do curso de RI. Para tal, os alunos se reuniam na Câmara Discente (CD), um espaço aberto a todos e, além disso, criaram diversas Forças-Tarefas (FTs) e consultaram os CAs de algumas faculdades que integram o nosso curso (Ciências Sociais, Direito, Economia e História, que se havia auto-dissolvido na época) para saber sobre suas criações e funcionamentos. Após meses de extensa pesquisa, foi elaborada uma proposta de estatuinte, aprovada em Assembléia Estatuinte no dia 20 de setembro de 2002. A decisão sobre o nome do CA ficou entre duas importantes figuras da diplomacia brasileira: João Guimarães Rosa e Sérgio Vieira de Mello. Após votação, decidiu-se pelo primeiro, e, assim, foi criado o Centro Acadêmico Guimarães Rosa de Relações Internacionais da USP.

#### Eleição, disputas e chapas
As eleições para o Centro Acadêmico ocorrem no meio para o final do segundo semestre, sendo a posse das novas gestões no primeiro dia útil de novembro.
1. Gestão 2002-2003: em sua primeira eleição, apenas uma chapa se inscreveu. A “Primeiras Estórias”[21] foi eleita a primeira gestão do GUIMA e deu início a projetos existentes até hoje, como a Semana de RI, cujo primeiro tema foi “ONU”; a pRIvate, maior balada RIana; o JOPRI (Jogos Paulistas de Relações Internacionais, hoje a cargo da Atlética) e o NERI (Núcleo de Estudos de Relações Internacionais); além de ter promovido, ao longo de 2003, grupos de leitura, palestras e o Fórum de Debates sobre a Estrutura do Curso além do famoso “Aulão”.

1. Gestão 2003-2004: a chapa “Veredas”[22] foi eleita em uma disputa apertada com a chapa “Estas Histórias”. A segunda gestão do GUIMA continuou com o Fórum de Debates, a pRIvate, o JOPRI, o “Aulão”, além de realizar a Semana do Desenvolvimento e atividades relacionadas à Extensão Universitária e ao Movimento Estudantil da USP e do nosso curso. O NERI realizou, ainda, uma simulação da resolução do conflito colombiano, no ano de 2004.
2. Gestão 2004-2005: foi eleita a chapa “Terceira Margem do Rio”[23] sem concorrência. Foram realizados alguns projetos inéditos, como o Mês Cultural, com o nome Mês Brasil, e a reestruturação da Jornada de RI, sem contar a Semana de Economia Política Internacional, diversos bate-papos, o início de um projeto de extensão em RI, além de avançar no relacionamento com CAs de Relações Internacionais de outras faculdades.
3. Gestão 2005-2006: a chapa “Desenredo”[24] foi eleita numa disputa acirrada com a chapa “Sete de Ouros”.[25] A gestão realizou a Semana de Segurança Internacional e Defesa Nacional, o 3º Fórum de Debates em conjunto com a Empresa Júnior de Relações Internacionais e um coquetel que encerrou 2006 em homenagem à primeira turma formada do curso, além de ter doado o lucro do 4º JOPRI para a recém-fundada Atlética e ter retomado o projeto “Aulão”.
4. Gestão 2006-2007: a chapa “Meio da Travessia”[26] foi eleita, sem concorrência. Alguns eventos tiveram continuidade como a Semana de RI, com o tema “Mídia e Poder”, e o Mês Cultural, além da criação de novos projetos como o Sarau Corpo de Baile, o 1º Simpósio Nacional de Pesquisa na Graduação em Relações Internacionais (em parceria com o NERI) e um projeto de extensão sobre rádios comunitárias.
5. Gestão 2007-2008: foi eleita a chapa “A Hora e a Vez”,[27] sem concorrência. Mantendo realização de alguns projetos já existentes, a gestão realizou a Semana de RI, com o tema “Desenvolvimento em Debate”, a pRIvate, o Mês Cultural, nomeado “Maio Cultural”, sobre Maio de 1968 e deu continuidade ao projeto de extensão sobre rádio comunitárias, que posteriormente chegou ao final. Além disso, também realizou uma série de bate-papos com professores do curso a fim de repensar a estrutura do nosso Bacharelado.
6. Gestão 2008-2009: foi eleita a chapa “Faz-me-gerado”,[28] também sem concorrência. A gestão realizou a Semana Cultural (tema “Cruis’n USA – desconstruindo a cultura norte-americana”), o III Sarau Corpo de Baile e VII pRIvate.  Também promoveu debates sobre a greve na USP, sobre a área de Direito e sobre o projeto de extensão universitária Educar Para o Mundo.Logo Guima Histórico.png
7. Gestão 2009-2010: a chapa “O Inesquecível De-repente”[29] foi eleita sem concorrência e realizou eventos clássicos do curso, como a Feijegada em parceira com a AAA Guimarães Rosa, Maio Cultural, Semana de Relações Internacionais e debates ligados ao Movimento Estudantil.
8. Gestão 2010-2011: foi eleita a gestão “Aldaz Navegante”,[30] em disputa  com a Chapa “Re-de-Vez”,[31] por 111 votos a 80.
9. Gestão 2011-2012: foi eleita a chapa “Miguilim”[32] sem concorrência.
10. Gestão 2012-2013: foi eleita a chapa “Transvivença”[33] sem concorrência.
11. Gestão 2013-2014: foi eleita a chapa “Manacaru”[34] sem concorrência.
12. Gestão 2014-2015: foi eleita a chapa "Calhandim"[35] sem concorrência.
13. Gestão 2015-2016: foi eleita a chapa "EfemeRio"[36] sem concorrência.
14. Gestão 2016-2017: foi eleita a chapa "Massapé"[37] sem concorrência. Neste ano os alunos entraram em greve por conta da eleição para a diretoria que ocorreria naquele ano.[38] Alunos e professores alegavam que uma das chapas concorrentes buscou bloquear a candidatura de outros para evitarem a derrota.[39]
15. Gestão 2017-2018: foi eleita a chapa "jacarandá"[40] sem concorrência, dando continuidade às discussões que envolveram a eleição para diretoria do ano anterior.
16. Gestão 2018-2019: foi eleita a chapa "Calêndula"[41] sem concorrência, realizando eventos como o clássico Maio Cultural, a FoGAYra e mobilizando os estudantes para o Tsunami da Educação, nome dado pelos protestos puxados pela União Nacional dos Estudantes em maio de 2019.
17. Gestão 2019-2020: foi eleita a chapa "Alvorada"[42] sem concorrência. Com o inicio do ano e o advento da pandemia de Covid-19, o IRI passou por diversas dificuldades em decorrência da implementação do sistema de EaD. Por conta disso, o centro acadêmico realizou relatórios sobre a implementação emergencial do modelo de ensino provisório no Instituto. Além disso, também foi criado o grupo de trabalho "Por um IRI Marginal", que buscou apresentar novas perspectivas para o estudo das Relações Internacionais na USP e no Brasil.[43]
18. Gestão 2020-2021: foi eleita a chapa "Ventos do Sul"[44] sem concorrência. Por conta da pandemia e da impossibilidade de encontros virtuais, a chapa foi eleita extraordinariamente em eleições online. Foi a chapa responsável por regularizar, reformar e criar um novo Estatuto para o Centro Acadêmico e distribuir mais de 300 máscaras PFF2 durante manifestações na Pandemia de Covid-19[45].
19. Gestão 2021-2022: foi eleita a chapa "Rosa da Primavera"[46] sem concorrência.
20. Gestão 2022-2023: foi eleita a chapa "Nova Aurora"[47] em concorrência com a chapa "Entremeios: É na Luta que o IRI se Encontra"[48], por 111 votos à 33[49].

### Coletivo de Negras e Negros "Lélia Gonzalez"
O coletivo Lélia Gonzalez de negras e negros do IRI surge por uma iniciativa de discentes da T17, a partir de um antigo grupo existente do Facebook, no final de 2018. A conversa se iniciou pensando em como a grade curricular do curso de Relações Internacionais é fundamentada em uma base eurocêntrica, com conceitos muito positivados que, por vezes, excluem a possibilidade de recortes que são importantes no estudo das relações internacionais. A discussão que começou num plano acadêmico passou também para outros aspectos, como a vivência política do movimento estudantil, os quais, às vezes, deixam de lado as pautas raciais. No contexto de eleição, também foi necessário estabelecer um espaço seguro, onde fosse possível compartilhar os receios causados pela iminente eleição do atual presidente.
Como o grupo do Facebook não era muito articulado e realmente unido, os discentes resolveram tentar fazer a articulação entre os membros negros do IRI; assim, promovem um encontro presencial entre essas pessoas, no qual fosse possível criar um espaço de acolhimento e de formação, onde os estudantes negros se sentissem confortáveis tanto no IRI, quanto na USP, que é um espaço marcadamente elitista e predominantemente branco.
Assim, foi feita uma chamada para que os integrantes pretos do IRI se reunissem numa roda de conversa, e esta reuniu cerca de 15 pessoas, um número alto, considerando a quantidade de pessoas negras no instituto, sendo elas de várias turmas. Então, com o sucesso do evento, pensou-se em tornar essas rodas mais periódicas; também houve promoção de um evento voltado para arte e perspectivas negras, já que o coletivo também objetiva promover eventos de formação e extensão.
Eem 13 de Julho de 2020, o Instituto foi o primeiro a votar pela expulsão de um alunos acusado de fraude de cotas na história da Universidade de São Paulo. O processo de averiguação foi realizado através da criação de uma comissão no próprio Instituto, em parceria com a Reitoria, após denuncias feitas pelo Coletivo de Negras e Negros "Lélia Gonzalez", organizado pelo movimento estudantil do curso de Relações Internacionais. Após a Congregação historicamente simbólica, a notícia tornou-se manchete nos principais jornais do país.

### Núcleo Feminista
O Núcleo Feminista de Relações Internacionais da USP surgiu no início de 2013, com o intuito de ser um espaço de discussão e articulação das mulheres do curso. Embora discussões em torno de temas como o machismo, a LGBTfobia e o racismo já fossem pautadas pelas instituições RIanas, as alunas sentiram a necessidade de criação de um espaço regular, voltado às mulheres, para que esses debates pudessem ser aprofundados de modo qualificado.
O grupo realiza reuniões auto-organizadas, ou seja, reuniões voltadas para a participação apenas de mulheres, pois acredita que essa composição facilita a vocalização de questões que afetam a vida cotidiana de cada uma e confere maior liberdade para a construção de uma política de combate às opressões.

### Educar para o Mundo (EpM)
O Educar para o Mundo (EPM) é um coletivo de Extensão Universitária do Instituto de Relações Internacionais da USP, que atua com educação popular em Direitos Humanos, junto à população migrante de São Paulo. O coletivo surgiu em 2009 e, desde então, promove ações socioeducativas de impacto que buscam revelar a importância do avanço contínuo e progressivo da legislação e das políticas públicas que amparam essa população no Brasil. Ao longo de sua existência, o EpM foi responsável pela realização de diversos projetos envolvendo intercâmbios de conhecimento entre o próprio coletivo e a comunidade migrante de São Paulo, por meio dos princípios da educação popular. A atuação com os alunos da EMEF Infante Dom Henrique durante vários anos e, mais recentemente, a promoção de oficinas voltadas à discussão sobre direitos dos migrantes em parceria com o coletivo Sí, Yo Puedo caracterizam algumas de suas ações.
O EpM acredita na educação e em sua capacidade de transformação de paradigmas. Por isso, assume também que a educação constitui-se na forma mais básica de direito. É o direito do saber, do descobrir e do entender. O conhecimento precisa ser construído por meio do diálogo horizontal, em que as partes presentes trocam experiências e aprendizagens no sentido de adquirir uma compreensão melhor do mundo.

## Demais grupos estudantis e organizações

### Associação Atlética Acadêmica Guimarães Rosa (AAAGR)
A Associação Atlética Acadêmica Guimarães Rosa (AAAGR) foi fundada em 2006 como um desmembramento da Secretaria de Esportes do GUIMA. A AAAGR se caracteriza como uma agremiação esportiva estudantil que coordena as atividades no Instituto de Relações Internacionais da Universidade de São Paulo. A instituição se mostra muito ativa, participando de diversos campeonatos estudantis e amadores, como Copa USP, Jogos Paulistas de Relações Internacionais (JOPRI), Jogos da Cidade, JUP, BIFE, entre outros, além de promover festas e eventos dentro e fora do Campus.

### Empresa Júnior de Relações Internacionais (RI USP Jr.)
A Empresa Júnior de Relações Internacionais é uma associação civil sem fins lucrativos, constituída e gerida pelos estudantes do Instituto de Relações Internacionais da Universidade de São Paulo (IRI-USP).
Mediante a orientação de professores da instituição, presta consultoria em internacionalização de empresas e desenvolve projetos, complementando a formação dos graduandos e oferecendo o conhecimento acadêmico às entidades privadas, governamentais e do terceiro setor.
Fundada em 2007, a RI USP Jr. desenvolve consultorias e projetos em assuntos internacionais para seus clientes, aplicando e desenvolvendo a formação multidisciplinar de seus empresários juniores.
Os bacharelandos passam a conhecer o mundo empresarial e seus mecanismos, adquirindo fundamentos e práticas administrativas e ganhando experiência para atuar em diversos ramos possíveis ao internacionalistas no setor privado, como a internacionalização de empresas, comércio internacional, negociação internacional, diplomacia corporativa, relações institucionais, entre outros.

### Bateria do Jegue Louco (BaJeLo)

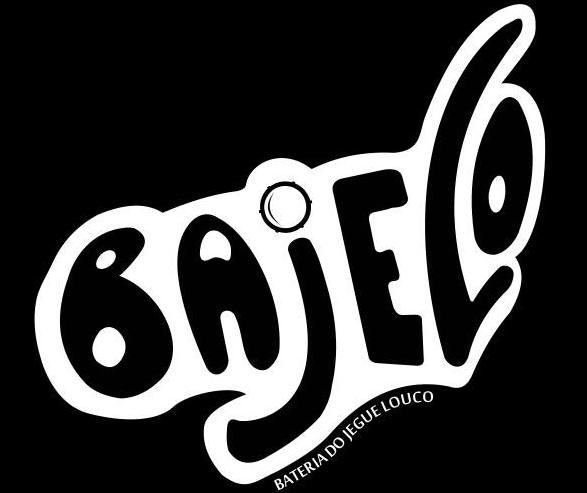
Logo da Bateria do Jegue Louco

Bateria Universitária do curso de Relações Internacionais da USP. Formada principalmente pelos alunos do IRI-USP, a Bajelo é um ambiente de integração entre turmas, que constroem música juntos, se apresentando em eventos públicos e buscando criar ensaios rítmicos de samba e demais estilos musicais brasileiros.

### USP Model United Nations (USPMUN)

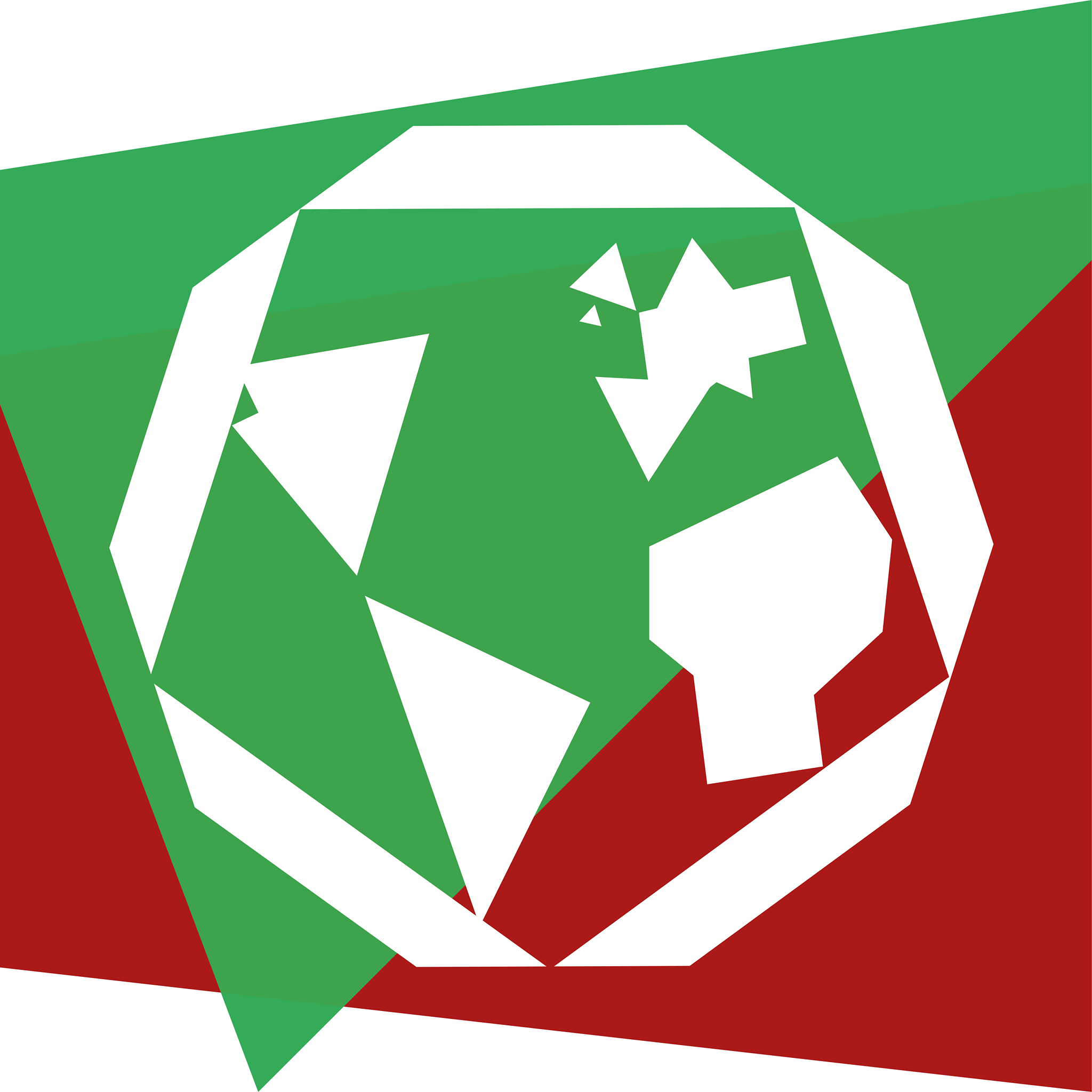
Logo do USPMUN

A USPMUN (USP Model United Nations) é uma Simulação das Nações Unidas e de outros organismos decisórios criado por alunos de diversas unidades da USP e aberta a todos os universitários de todo país. O projeto teve sua primeira edição em abril de 2015, substituindo as campanhas promovidas pelo Clube de Simulações.

### Clube de Simulações (CS-USP)
O Clube de Simulações era o grupo dos alunos do curso de Relações Internacionais e de outros cursos (predominantemente do Direito) interessados em simulações diplomáticas (eventos acadêmico no qual os estudantes assumem papéis de diplomatas e defendem a política externa e atitudes internacionais do país o qual é designado a representar, frente a um assunto específico num determinado organismo internacional indicado.). O grupo garantia a representação da USP nas diversas simulações universitárias que ocorrem no Brasil anualmente, dando apoio a seus alunos participantes de várias maneiras, como pelo Grupo de Estudos, no qual os graduandos estudavam e discutia temas da agenda internacional de um ponto de vista abrangente e interdisciplinar.
Em 2009, o Grupo de Estudos do Clube de Simulações se transformou num curso de Extensão na modalidade "Difusão". Dessa forma, o CS se tornou um curso oficial da USP, gratuito e com certificado ao seu término. Por conta disso, o Clube atualmente não existe mais como uma entidade estudantil no Instituto de Relações Internacionais

## Acadêmicos, personalidades e pessoas eméritas ligadas ao IRI-USP
- Celso Lafer
- Deisy de Freitas Lima Ventura
- Glauco Arbix
- Jacques Marcovitch
- Maria Hermínia Tavares de Almeida
- Pedro Bohomoletz de Abreu Dallari
- Rubens Ricupero